# Condition des femmes en Irak
Tout au long de l'histoire, la condition des femmes en Irak a varié en fonction des valeurs et conditions politiques de chaque époque, avec une régression marquée depuis la fin de lapremière république en 1968 et l'arrivée au pouvoir du parti Baas. En 2021, le Global Gender Gap Index du Forum économique mondial, qui regroupe des données sur le comportement économique, le niveau d'instruction, la santé et la survie, et l'autonomisation politique, classe l'Irak 154e sur 156 pays. Parmi les pays couverts cette année, seuls le Yémen et l'Afghanistan font pire.
En 2024 les femmes représentent 49,8% de la population irakienne, tandis que les ménages dirigés par des femmes représentent 11,3 % des foyers.

## Histoire de la condition des femmes en Irak

### Le royaume d'Irak de1932à1958
Après la Première Guerre mondiale, la constitution de la nation irakienne en menant une politique de différenciation inégale en matière de droits juridiques fondée sur des divisions de classes, ethniques, communautaires et régionales.

### La république d'Irak de 1958 à1968
Dans la première République instaurée par la révolution de 1958, la défense des droits des femmes devient un élément central de la politique nationaliste moderniste du nouveau régime, inspiré par le nassérisme et le socialisme arabe, bien qu'à l'instar de la plupart des régimes arabes post-coloniaux, l’islam reste en Irak un symbole clé d’authenticité culturelle.

### La république d'Irak de 1968 à2003
En 1968, le coup d'État du parti Baas  instaure une répression féroce et une violence politique ciblant particulièrement les communistes, annulant tout processus de changement social, et l’idée d’unité nationale sur laquelle s’appuyaient les militantes des droits des femmes. Les femmes perdent des droits acquis durant la première République, et leurs conditions de vie se détériorent, à l'exception de celles qui sont membres ou proches du parti Baas.
Leurs conditions se désorientent davantage à partir de 1990, dans les années suivants la guerre du golfe déclenchée en réponse à l 'invasion du Koweït. L'accroissement de la pauvreté et la crise humanitaire engendrés par les sanctions économiques internationales mènent la société irakienne vers des mécanismes de survie, exacerbant les inégalités entre hommes et femmes. En outre, Saddam Hussein impulse un tournant islamo-conservateur dans son pays, faisant même ajouter la formule Allahu akbar sur le drapeau irakien, espérant gagner le soutien d'autres pays musulmans de la région. Alors qu'il affichait depuis son arrivée au pouvoir des positions plutôt modernes et progressistes sur la condition des femmes, ce dernier adopte un discours conservateur et encourage la ferveur religieuse. Selon le chercheur à l'Université de Georgetown Joseph Sassoon, c'était aussi un moyen pour Saddam Hussein de faire baisser le chômage en cette période de crise économique, en excluant les femmes du marché du travail.

### La république d'Irak depuis 2003
En 2003, l’invasion américaine de l'Irak renverse le gouvernement baas de Saddam Hussein, remplacé par un gouvernement à dominance chiite, et exacerbe les divisions ethniques et confessionnelles de la société. Dans ce contexte de montée en puissance de forces sociales et religieuses conservatrices, ajoutée à une instabilité politique majeure, les militantes des droits des femmes ont affaire à un État faible, incapable de garantir les droits de ses citoyennes, tandis que la participation des femmes à la vie politique se fait uniquement dans le cadre du système communautaire. Elles entrent néanmoins, par cette petite porte communautaire, dans le gouvernement, le Parlement et les conseils provinciaux.

## Place des femmes dans la société irakienne

### L'éducation des femmes en Irak
En Irak, en 2021, le taux d’illettrisme des filles est deux fois plus élevé que chez les garçons.

### Les femmes irakiennes dans l'emploi
En Irak, en 2021, 14 % des femmes ont un emploi, contre 73 % des hommes.

### Les femmes irakiennes dans le sport
Historiquement, l’Irak a une longue tradition de sports féminins, remontant aux années 1970 et 1980 : dans le basket-ball, le volley-ball ou le cyclisme, des équipes féminines irakiennes participaient régulièrement aux compétitions régionales dans le monde arabe. Mais la crise économique et le tournant islamo-conservateur impulsé par Saddam Hussein dans les années 1990 a fortement affecté les infrastructures sportives et fait régresser les conditions de vie des femmes irakiennes. Mais après la défaite de l’organisation État islamique en décembre 2017, cette tendance s'inverse lentement, et des salles de sport recommencent à accueillir des femmes, y compris dans des disciplines nouvelles pour l'Irak comme la boxe et le kick-boxing.

## Situation juridique
En Irak, où origine et nom jouent un rôle important dans tous les domaines, de nombreuses affaires sont réglées entre clans, loin des tribunaux. Jusqu'à la chute de Saddam Hussein en 2003, le droit l'emportait sur les tribus, mais depuis, la situation a changé, du fait de la corruption, de passe-droits ou par peur des représailles, À la place de la loi, et ce sont souvent des conseils locaux et des représentants de familles qui organisent médiation et compensation.

### Lois défavorables au droit des femmes
L'article 398 du code pénal permet à un violeur d'échapper au châtiment s'il épouse la victime.
En novembre 2017, une réforme législative remettant radicalement en cause les droits des femmes a été présentée au Parlement irakien : elle consiste en une série d’amendements apportés au Code du statut personnel (loi no 188 de 1959) régissant les droits des femmes en matière de mariage, de divorce, et d’héritage. Les amendements proposés introduisent la possibilité de codes confessionnels tels que la « loi Jaafari » dominante chez les chiites d’Irak, dans laquelle le mariage d’une fille est permis dès l'âge de 9 ans. Ainsi, il s’agirait d’une remise en question de l’âge légal du mariage, fixé à 18 ans pour les deux sexes.

## Maltraitances des femmes en Irak

### Féminicides
En septembre 2018, la blogueuse et mannequin irakienne de 22 ans Tara Fares, suivie par plus de deux millions de fans sur Instagram, est tuée par balles avec son compagnon en centre-ville de Bagdad par des assaillants à moto. Sa mort attire de nombreux hommages. La semaine suivante Souad Al-Ali, une militante des droits de l’homme de Bassorah, est également tuée par balles en plein jour.
En août 2020, la défenseuse des droits des femmes et médecin de 33 ans Riham Yakoub, est également tuée par balles à Bassorah. Ce meurtre est largement condamné au niveau national et international, tandis que le Premier ministre irakien Moustafa al-Kazimi, en visite officielle à Washington. annoncé depuis la capitale américaine le limogeage du chef de la police de Bassora et dépêche sur place son ministre de l'Intérieur.
En février 2023, la youtubeuse irakienne Tiba al-Al, âgée de 22 ans, est tuée par son père déclenche une vague d'indignation dans le pays, mais aussi des réactions d'approbation d'internautes décriant sa liaison amoureuse hors mariage, et affirmant qu'elle méritait son sort.

### Mutilations génitales féminines
Le Kurdistan irakien est avec le Yémen, l'un des territoires non-africain le plus touché par l'excision. Si moins de 1 % des Irakiennes ont été excisées en 2014, ce chiffre atteignait la même année 58,5 % au Kurdistan, région autonome du nord du pays qui passe pourtant généralement pour plus protectrice des droits des femmes.

### Violences conjugales
En 2020, la pandémie de Covid-19 en Irak et le confinement qui en est la conséquence, provoque une forte hausse des violences conjugales dans les foyers.
En 2021, 17.000 plaintes pour violences conjugales ont été enregistrées en Irak par la cellule de protection familiale, rattachée au ministère de l'Intérieur. La même année, près de la moitié des femmes irakiennes mariées disent avoir subi des violences physiques, psychologiques ou sexuelles de la part de leur mari. Alors que selon l’Organisation internationale pour les migrations, 85 % des hommes irakiens disent qu’ils empêcheraient une femme de leur famille de porter plainte. tandis que 75 % des femmes affirment qu’elles n’iraient pas parler à la police, de peur de nouvelles violences ou d’être vues et ostracisées .
Le brigadier Ali Mohamed, Responsable de la cellule de protection familiale, reconnaît toutefois que les tribunaux recevant une affaire de violences domestiques tendent à favoriser la réconciliation, mais cette dernière se fait au détriment de la victime. En outre, le machisme est dominant dans les institutions judiciaires de l'Irak, en reflet de la société irakienne.

### Mariages forcés
Les mariages forcés sont illégaux en Irak, et sont passibles, selon le code du statut personnel irakien de 1959, de trois ans de prison pour un parent au premier degré et 10 ans pour un parent plus éloigné. Mais cette pratique reste très répandue, dans un contexte où l'État irakien n'a pas les moyens, ou la volonté, de faire appliquer la loi sur tout le territoire. En 2021, plus d'une femme irakienne sur quatre a été mariée avant l'âge de 18 ans.
Une coutume appelée « fasliya » permet même d’offrir une femme pour lier deux clans afin d'empêcher de futurs affrontements, étant un exemple d'esclavage contemporain. Le grand ayatollah Ali Sistani, plus haute autorité religieuse pour la majorité des chiites d'Irak, a appelé à abandonner cette pratique, mais sans succès.

### Situation des lesbiennes
Dans la société conservatrice et religieuse irakienne, l’homosexualité est considérée comme une maladie qu’il faut éradiquer, par la loi (islamique) ou la force. Ce faisant, dans une société déjà caractérisée par un machisme généralisé, l'homosexualité est une situation souvent intenable pour les femmes lesbiennes en Irak, qui craignent pour leur sécurité si leur orientation sexuelle était découverte par leur famille. L'idée du « viol correcteur », selon laquelle contraindre une lesbienne à avoir des rapports sexuels avec un homme la détournera des femmes et l’orientera vers les hommes, est répandue en Irak.
En décembre 2022, le religieux chiite Moqtada Al-Sadr appelle, dans une pétition qui a réuni un million de signatures, à lutter contre l’homosexualité qu'il considère comme une « calamité », tout en précisant que cela doit être fait avec des « moyens moraux et religieux pacifiques », « sans recourir à quelque violence que ce soit ». Mais ces constantes incitations à la haine homophobe font de l’Irak, selon un rapport de Human Rights Watch, l’un des pays les plus dangereux pour les homosexuels.

## Militantisme féministe en Irak

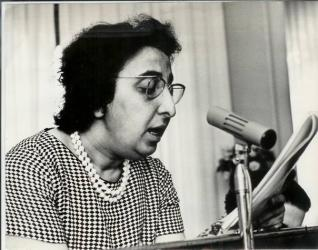
Naziha al-Dulaimi (1923-2007), pionnière du mouvement féministe irakien et première femme ministre de l'histoire de l'Irak (1959-1960) ainsi que du monde arabe.

Dans les années 1950, Naziha al-Dulaimi, militante au Parti communiste irakien, est l'une des pionnières du féminisme irakien, mais cette dernière, menacée, est contrainte de s'exiler dans les années 1960.
En 2003, les militantes Yanar Mohammed, Nasik Ahmad et Nadia Mahmood fondent l'Organisation pour la liberté des femmes en Irak, une ONG consacrée à l'égalité hommes-femmes, la laïcité, et lutte contre l'islamisme et l'occupation américaine.
L'égalité entre les hommes et les femmes fait partie des revendications des militants participant aux manifestations antigouvernementales de 2019-2021 en Irak.